# Międzynarodowa Organizacja Meteorologiczna
Międzynarodowa Organizacja Meteorologiczna, ang. International Meteorological Organization, IMO – pierwsza międzyrządowa organizacja utworzona w 1873 roku w celu wymiany informacji o pogodzie wśród krajów świata. Narodziła się po to, żeby systemy pogodowe przenieść poza granice kraju oraz znajomość ciśnienia, temperatury, opadów itp. Jej praktyczny wymiar wyrażał się przede wszystkim w nadzorowaniu międzynarodowej współpracy meteorologicznej, standaryzacji obserwacji meteorologicznych, zbieraniu i wymianie informacji.
W 1853 r. Matthew Fontaine Maury z US Navy w Brukseli zorganizował pierwszą międzynarodowa konferencje poświęconą meteorologii morskiej, a w 1873 r. w Wiedniu odbył się pierwszy kongres meteorologiczny, powstała Międzynarodowa Organizacja Meteorologiczna, której celem była koordynacja metod i prac badawczych w skali kuli ziemskiej.
W 1891 w Monachium odbyła się konferencja Dyrektorów służ Meteorologicznych. Następna konferencja odbyła się w roku 1896 w Paryżu.
W 1905 roku Konferencja Dyrektorów zwołane w Innsbrucku. Léon Teisserenc de Bort zaproponował telegraf wykorzystywany na światową sieć stacji pogody.
Między dwoma wojnami światowymi był cztery kolejne Konferencje Dyrektorów, 1919 w Paryżu, 1923 w Utrechcie, 1929 w Kopenhadze i 1935 roku w Warszawie. IMO nie nabył stałego sekretariatu do 1926 roku, oraz jego roczny budżet nie przekraczał 20.000 USD
W 1946 Konferencja Dyrektorów uznała potrzebę organizacji wspieranej przez rządy. Przygotowania kontynuowano na konferencji w 1947 roku w Waszyngtonie i 1961 w Paryżu. W 1950 roku Organizacja Narodów Zjednoczonych stworzyła Światową Organizację Meteorologiczną (WMO) w bezpośrednim sukcesie IMO. Członkowie WMO są przedstawicielami swoich krajów usług pogodowych.